# Villar de Farfón
Villar de Farfón es una localidad española perteneciente al municipio de Rionegro del Puente de la comarca de La Carballeda, en la provincia de Zamora.

## Etimología
Villar y sus variantes (Villares, Villarino o Villarejo) es uno de los topónimos más abundantes en la provincia, tanto de la toponimia mayor (Villar de Fallaves, Villar de los Pisones, Villar del Buey, Villaralbo, Villardeciervos, Villardiegua de la Ribera, Villardondiego, Villarejo de la Sierra, Villarino de Cebal, Villarino de Manzanas, Villarino de Sanabria y Villarino Tras la Sierra), como de la toponimia menor. Son topónimos que proceden del «villare» latino que a su vez deriva de «villa», palabra que primitivamente significó explotación agraria, luego aldea, más tarde, ya en la última época romana y en los principios de la Alta Edad Media pequeña ciudad con municipio. El derivado «villare» es, al principio, una explotación desgajada del fundo primitivo que más tarde fue fundo y que en ocasiones terminó siendo una aldea, y en otras incluso una villa. Es decir, «villare» y por tanto villar, se refiere a una localidad más pequeña que el núcleo de población designado por villa, por lo que, en general, los «villare» son más pequeñas y de menor categoría histórica y administrativa que los núcleos de población conocidos por un topónimo compuesto cuyo primer elemento es villa o villas. Además los topónimos villa se suelen deber a la repoblación cristiana de los siglos X, XI y XII, pues villa parece haber sido el apelativo con el significado de población, villa, aldea, etc. preferido por los repobladores medievales, mientras que los llamados villar, villares, villarejo o villarino proceden directamente asentamientos de época romana, como atestiguan los abundantes restos romanos que suelen ofrecer, sobre todo cerámica y tégulas.

## Localización
Su término pertenece a la histórica y tradicional comarca de La Carballeda, con la que comparte sus especiales características, en especial de paisaje natural y urbano. Junto con Rionegro del Puente, Santa Eulalia del Río Negro y Valleluengo, conforman el municipio zamorano de Rionegro. 

## Historia
En la Edad Media, Villar de Farfón quedó integrado en el Reino de León, cuyos monarcas acometieron la repoblación del oeste zamorano.
Posteriormente, durante la Edad Moderna, Villar de Farfón estuvo integrado en el partido de Mombuey de la provincia de Zamora, tal y como reflejaba en 1773 Tomás López en Mapa de la Provincia de Zamora.
Así, al reestructurarse las provincias y crearse las actuales en 1833, la localidad se mantuvo en la provincia zamorana, dentro de la Región Leonesa, integrándose en 1834 en el partido judicial de Puebla de Sanabria.
En torno a 1850, Villar de Farfón se integró en el municipio de Rionegro del Puente.

## Patrimonio
Su iglesia es el edificio más significativo del pequeño caserío que conforma la localidad de Villar de Farfón. Además, las inundaciones provocadas tras la construcción de la presa del embalse de Nuestra Señora del Agavanzal, hizo que se perdieran los viejos molinos que estaban enclavados en parajes de gran belleza. A la entrada del pueblo, y tras rebasar su cementerio, hay un camino agrícola que transcurre paralelo al embalse y que es denominado como «el circuito».
Forma parte del Camino de Santiago Sanabrés y desde hace poco tiempo cuenta con un albergue de peregrinos, tras la restauración de una antigua casa de labranza.